# Alles-sur-Dordogne
Alles-sur-Dordogne ist eine französische Gemeinde mit 384 Einwohnern (Stand 1. Januar 2022) im Département Dordogne in der Region Nouvelle-Aquitaine (vor 2016: Aquitanien). Sie gehört zum Arrondissement Bergerac und zum Kanton Lalinde.
Der Name in der okzitanischen Sprache lautet Àlans und geht auf den Namen des Volkes der Alanen zurück.
Die Einwohner werden Allois genannt.

## Geographie
Alles-sur-Dordogne liegt circa 30 Kilometer östlich von Bergerac in der historischen Provinz Périgord.

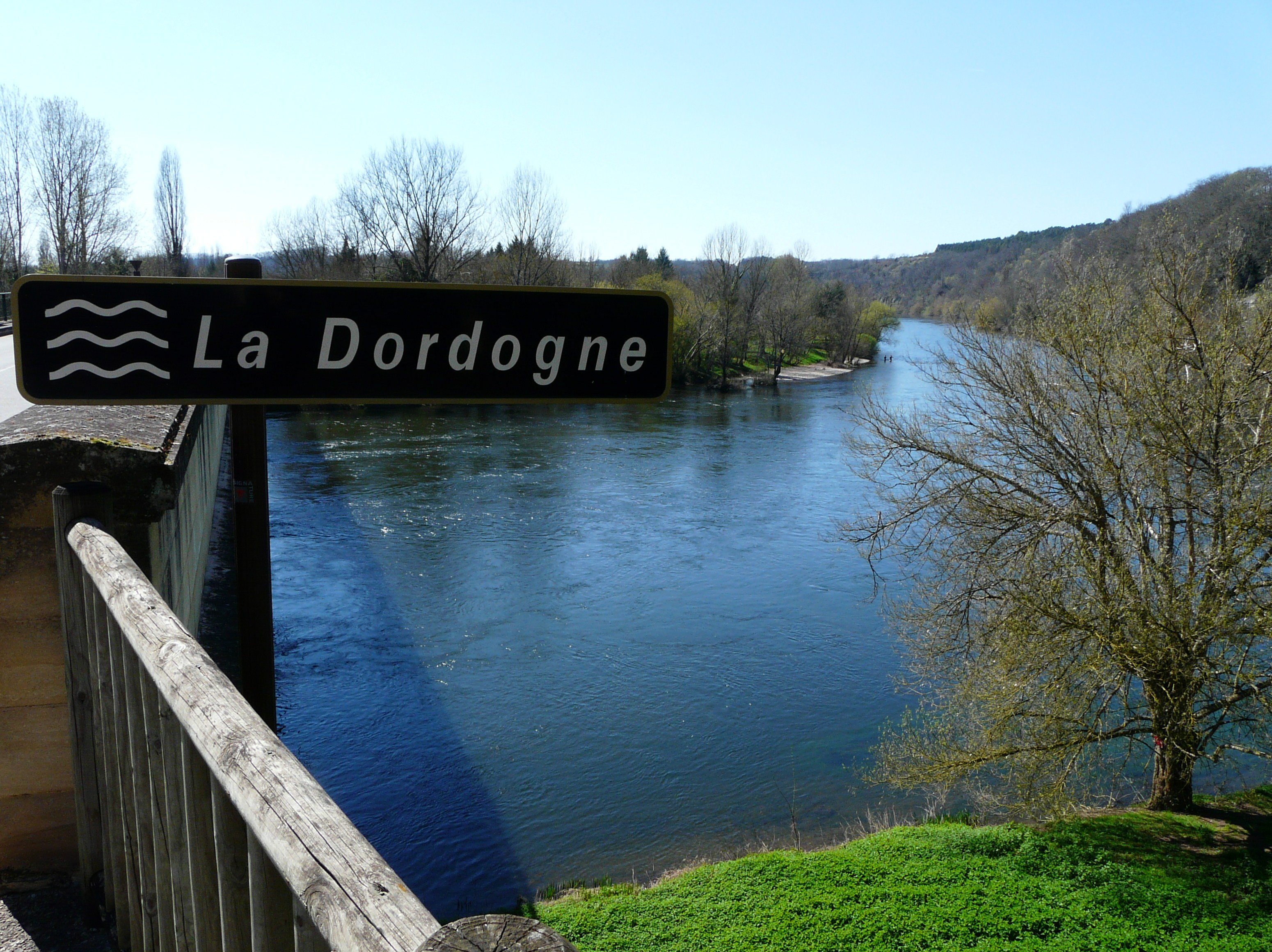
Blick auf Alles-sur-Dordogne

Umgeben wird Alles-sur-Dordogne von den Nachbargemeinden:
| Paunat   |                                             | Limeuil        |
| Trémolat | Kompassrose, die auf Nachbargemeinden zeigt | Saint-Chamassy |
|          | Le Buisson-de-Cadouin                       |                |

Alles-sur-Dordogne liegt am linken Ufer und somit im Einzugsgebiet des Flusses Dordogne.

## Geschichte

### Toponymie
Toponyme und Erwähnungen von Alles-sur-Dordogne waren:
- Allas (1218, Collection de l’abbé de Lespine, Band 35),
- Alcos (1279–1317, Collection de l’abbé de Lespine),
- Altos (1333, Gallia Christiana),
- Alani (1363, Archiv der Abtei Cadouin),
- Alas (1516, Collection de l’abbé de Lespine, Band 35),
- Alles (1750 und 1793, Karte von Cassini bzw. Notice Communale),
- Ales (1801, Bulletin des lois).

Die Gemeinde Alles erhielt 1933 den Namenszusatz „sur-Dordogne“.

### Einwohnerentwicklung
Nach Beginn der Aufzeichnungen stieg die Einwohnerzahl in der Mitte des 19. Jahrhunderts auf einen Höchststand von rund 750. In der Folgezeit sank die Größe der Gemeinde bei kurzen Erholungsphasen bis zu den 1970er Jahren auf rund 295 Einwohner, bis eine moderate Wachstumsphase einsetzte, die heute noch anhält.
| Jahr      | 1962 | 1968 | 1975 | 1982 | 1990 | 1999 | 2006 | 2010 | 2022 |
| --------- | ---- | ---- | ---- | ---- | ---- | ---- | ---- | ---- | ---- |
| Einwohner | 365  | 307  | 293  | 305  | 302  | 321  | 333  | 350  | 384  |

## Sehenswürdigkeiten

### Pfarrkirche Saint-Étienne
Die romanische Kirche wurde bereits im 12. Jahrhundert von Mönchen der Abtei Cadouin erbaut. Sie besitzt einen Grundriss in Form eines lateinischen Kreuzes, wobei das Querschiff halbrund abschließt. Das Langhaus hat hierbei nur ein Kirchenschiff. Der massive Glockenturm ist über der Vierung errichtet und mit Zinnen versehen. Wenige Fenster und ein flacher Bau unterstreichen insgesamt den Charakter einer Wehrkirche. Die im Norden angrenzende Seitenkapelle wurde 1759 von Jean de Saintours errichtet und 1902 nachgebessert, als ein Eingang in der hinteren Wand der Kirche eingerichtet wurde. Im Innern befinden sich Fresken aus dem 19. Jahrhundert.

### Schloss Ferrand
Es befindet sich inmitten eines Parks im Osten der Gemeinde auf einer Anhöhe über der Dordogne. Das Gebäude datiert aus der Zeit der Renaissance. Der Name ist eine Ableitung des lateinischen Worts ferrum (deutsch Eisen). Seine Besitzer im Laufe der Jahrhunderte waren illustre Familien aus dem Périgord. Zu Beginn ließ sich die Familie Saint Ours hier nieder, dann folgten die Abzacs, Seigneurs von La Douze. In der Folge ging das Schloss in die Hände der Familie Laborie de la Batut über, von denen ein Mitglied das Amt des Bürgermeisters der Gemeinde zwischen 1986 und 1900 bekleidete. Im Laufe des 19. Jahrhunderts wurde das Schloss vollständig restauriert, konnte aber einige alte Architekturelemente, wie z. B. ein für die Renaissance typisches Zwillingsfenster bewahren. Das kleine Nebengebäude, das seit 1912 die Funktion einer Vorhalle besitzt, war ursprünglich eine Kapelle, die 1759 von Jean de Saintours errichtet wurde. Das Schloss ist heute in Privatbesitz und der Öffentlichkeit nicht zugänglich.

## Wirtschaft und Infrastruktur
Alles-sur-Dordogne liegt in den Zonen AOC der Noix du Périgord, der Walnüsse des Périgord, und des Nussöls des Périgord.

### Bildung
Die Gemeinde verfügt über eine öffentliche Vor- und Grundschule mit 30 Schülerinnen und Schülern im Schuljahr 2018/2019.

### Sport und Freizeit
- Ein Rundweg mit einer Länge von 12 km führt vom Zentrum von Alles-sur-Dordogne durch das Gebiet der Gemeinde.[14]

### Verkehr

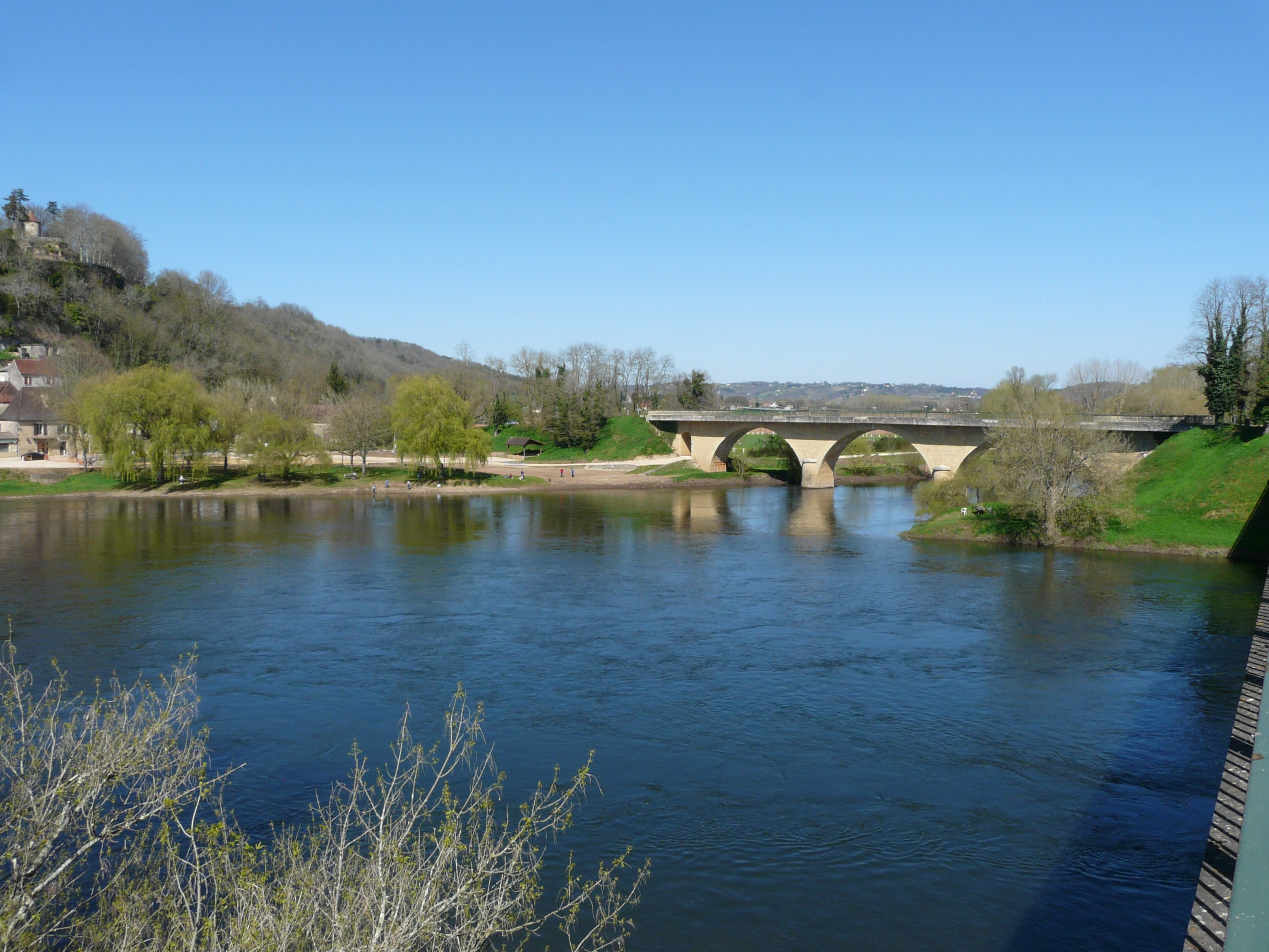
Brücke über die Dordogne nach Limeuil

Die Route départementale 2, die das Gebiet der Gemeinde durchquert, war ursprünglich für die Verbindung von Alles-sur-Dordogne mit Paunat im Norden und Le Buisson-de-Cadouin im Süden bestimmt. Da die Fähre über die Dordogne nicht mehr existiert und keine Brücke gebaut wurde, endet sie heute am nördlichen Ufer der Gemeinde und wird auf der gegenüberliegenden Seite fortgeführt. Dafür führt die Route départementale 51 von Alles-sur-Dordogne zur Nachbargemeinde Limeuil über den Fluss. Erreichbar ist die Gemeinde ebenfalls über die Route départementale 29 auf der Achse Bergerac–Sarlat-la-Canéda.
Die Linie 26 des TER Aquitaine, einer Regionalbahn der staatlichen SNCF, bedient die Strecke von Bordeaux nach Sarlat. Sie durchquert das Gebiet der Gemeinde, allerdings seit dem 11. Dezember 2005 ohne hier zu halten.

## Persönlichkeiten
- Jacques Teulet, geboren am 20. Februar 1949 in Alles-sur-Dordogne, ist Maler, Grafiker und Lithograf.